# Зарипова, Низорамо
}}
Низорамо Зарипова (6 ноября 1923 — 30 ноября 2024, Душанбе) — советский хозяйственный, государственный и политический деятель.

## Биография
Родилась в 1923 году в кишлаке Пахтакори. Член КПСС с 1946 года.
С 1941 года — на хозяйственной, общественной и политической работе. В 1941—1985 годах — заместитель председателя Кулябского горисполкома по кадрам, заведующая отделом Кулябского обкома ЛКСМ Таджикистана, заведующая отделом Кулябского обкома КП Таджикистана, заведующая отделом ЦК КП Таджикистана, секретарь ЦК КП Таджикистана, заместитель председателя Президиума Верховного Совета Таджикской ССР.
Избиралась депутатом Верховного Совета СССР 5-го и 6-го созывов, Верховного Совета Таджикской ССР 4-го, 6-го, 8-го, 9-го и 10-го созывов.
Делегат XXII съезда КПСС.
Скончалась 30 ноября 2024 года в городе Душанбе на 102-м году жизни. Похоронена на душанбинском кладбище Сари Осиё.